# Bekobay
Bekobay est une commune rurale malgache située dans la partie nord-est de la région de Boeny.

## Géographie
Bekobay est située à une latitude de -15,8167° et une longitude de 46,9333° (15° 49′ 0″ Sud, 46° 55′ 60″ Est). L'altitude de la ville est de 10 mètres. Son climat est de type savane avec un hiver sec, selon la classification de Köppen (Aw).

## Démographie
La population de Bekobay est de 5 008 habitants. Cette ville abrite donc un peu plus de 5 000 personnes.